# 20568 Міґакі
20568 Міґакі (20568 Migaki) — астероїд головного поясу, відкритий 9 вересня 1999 року.
Тіссеранів параметр щодо Юпітера — 3,487.